# Беле рибе
Беле рибе (енгл. White Chicks) амерички је хумористички филм из 2004. године, у режији Кинена Ајворија Вејанса. Шон Вејанс и Марлон Вејанс глуме два агента ФБИ-ја који раде на тајном задатку за који је потребно да се маскирају у две жене.
Номинован је за пет награда Златна малина, укључујући за најгори филм. Упркос негативним критикама, добро се показао на благајнама, а у наредним годинама почео је да се сматра култним класиком.

## Радња
Два америчка агента-близанца, тренутно на веома лошем рејтингу у ФБИ агенцији због недавних неуспелих мисија добијају као последњу шансу задатак да пазе и чувају две наследнице једног богатог тајкуна да не буду киднаповане. Сестре Вилсон су повређене у лакшем ауто-судару и не излазе из хотела док се не опораве. Агенти ће морати да изведу незамисливо: да се преруше у беле жене како би изгледали као сестре Вилсон и тада креће ланац урнебесно смешних ситуација.

## Улоге
| Глумац            | Улога                 |
| ----------------- | --------------------- |
| Шон Вејанс        | Кевин Копланд         |
| Марлон Вејанс     | Маркус Ентони Копланд |
| Џејми Кинг        | Хедер Вандергелд      |
| Бизи Филипс       | Карен Гуглстајн       |
| Џенифер Карпентер | Лиса Андерсон         |
| Џесика Кофил      | Тори Вилсон           |
| Џон Херд          | Ворен Вандергелд      |
| Британи Данијел   | Меган Вандергелд      |
| Тери Круз         | Латрел Спенсер        |
| Френки Фејзон     | Елиот Гордон          |
| Локлин Манро      | Џејк Харпер           |
| Еди Велез         | Винсент Гомез         |
| Рошел Ејтс        | Дениз Портер          |
| Мејтланд Ворд     | Британи Вилсон        |
| Ен Дудек          | Тифани Вилсон         |
| Фон А. Чејмберс   | Џина Копланд          |
| Дру Сидора        | Шонис                 |
| Џон Рирдон        | Хит                   |
| Стивен Грејм      | Рас                   |
| Кејси Ли          | Тони                  |